# Lasice
Lasice je český rodový název pro drobné, převážně masožravé lasicovité šelmy rodu Mustela. Pravé lasice jsou sdružovány do podrodu Mustela, jako lasice se v češtině označují ale i některé další druhy z jiných podrodů. Jedná se o drobné šelmy s nápadně krátkými končetinami, často specializované na lov drobných hlodavců v podzemních norách nebo v zimě pod sněhem. Některé větší druhy, označované jako norci, se však přizpůsobili polovodnímu způsobu života a živí se převážně vodními obratlovci a většími bezobratlými.
Mnoho druhů lasic je loveno nebo chováno na farmách pro kvalitní kožešinu. Hermelín, vyráběný z kožešiny hranostaje, byl v evropském středověku a raném novověku součástí královských korunovačních oděvů.

## V kultuře
Staří Řekové pokládali lasice za čarodějná zvířata, zasvěcená bohyni Hekaté. Rovněž některé přírodní národy pokládají lasičky za posvátná nebo magická zvířata a jejich kůže nosí jako amulety. To platí především pro některá etnika Sibiře a severoamerické indiány. V Evropě, dokonce i v českých zemích, byla ještě v 19. století rozšířena představa, že lasička může "ofouknout" či "podfouknout" domácí zvířata člověka, čímž způsobí jeho onemocnění. Podle středověkých bestiářů je lasička jediný tvor, který dokáže přemoci baziliška. Tento motiv se objevuje i v některých příbězích žánru fantasy.
Ve středověku se objevily pověry o podivném pohlavním chování lasiček. Ty se měla údajně rozmnožovat skrze ústní otvor a mláďata se rovněž rodila ústy nebo ušima lasičích samic. Pohlaví mláděte přitom určoval směr, kterým vylezlo - pravým uchem vylézali samečci a levým naopak samičky. Tyto podivné výjevy bývají zobrazovány i na středověkých a raně novověkých obrazech.

## Druhy
- Podrod Mustela
  - lasice kolčava = lasice obecná (Mustela nivalis) – někdy je z ní vyčleňována menší lasice kolčavka (Mustela minuta)
  - lasice žlutobřichá (Mustela kathiah)
  - lasice dlouhoocasá (Mustela frenata)
  - lasice hranostaj = hranostaj obecný = kuna malá (Mustela erminea = Mustela rixosa)
  - lasice horská = solongoj (Mustela altaica)
- Podrod Grammodale – někdy považován za samostatný rod
  - lasice jihoamerická (Mustela africana)
  - lasice kolumbijská (Mustela felipei)
- Podrod Lutreola – někdy považován za samostatný rod
  - lasice sundská (Mustela lutreolina)
  - lasice východní (Mustela nudipes)
  - lasice páskovaná (Mustela strigidorsa)
- Podrod Lutreola
  - kolonok (Mustela sibirica) – nazývaný také lasice sibiřská, norek sibiřský či norek čínský; je řazen do zvláštního rodu či podrodu Kolonocus
  - Lasicedo podrodu Luterola se řadí norek evropský a někdy i norek americký a vyhubený norek mořský